# Slag bij Cape Rachardo

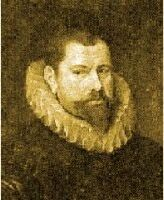
Cornelius Matelief de Jonge

De Slag bij Cape Racardo (bij het huidige Maleisië) was een belangrijke zeeslag tussen de Vereenigde Oostindische Compagnie en de Portugese vloot. De VOC-vloot stond onder bevel van Cornelis Matelieff de Jonge. De Portugese vloot onder die van de Portugese onderkoning in Azië Martin d'Afonso de Castro. De slag vond plaats in augustus 1606. Twee Portugese schepen en twee Nederlandse schepen, de Nassau en de Middelburg, gingen ten onder. De wrakken zijn in de jaren '90 door duikers gevonden. De Portugese schepen waren de San Salvador en een schip dat slechts bekend staat als het Galjoen van Dom Duarte de Guerra.
Het betekende het begin van een conflict tussen het Portugese en het gecombineerde Nederlandse/Johor leger. Het was de grootste zeeslag in het Indische Archipel tussen deze twee maritieme grootmachten van die tijd. In totaal waren 31 schepen bij de slag betrokken (11 Nederlandse en 20 Portugese). De slag eindigde in een nipte Portugese overwinning, maar Nederland wist desondanks zijn greep op het gebied te versterken.

Slag bij Bantam · Slag bij Colachel · Zeeslag bij de baai van Liaoluo · Slag om de Perzische Golf · Slag bij Cape Rachardo · Slag om Fort Zeelandia